# Dolichoris malabarensis
Dolichoris malabarensis är en stekelart som först beskrevs av Abdurahiman och Joseph 1968.  Dolichoris malabarensis ingår i släktet Dolichoris och familjen fikonsteklar. Inga underarter finns listade i Catalogue of Life.